# Civilització

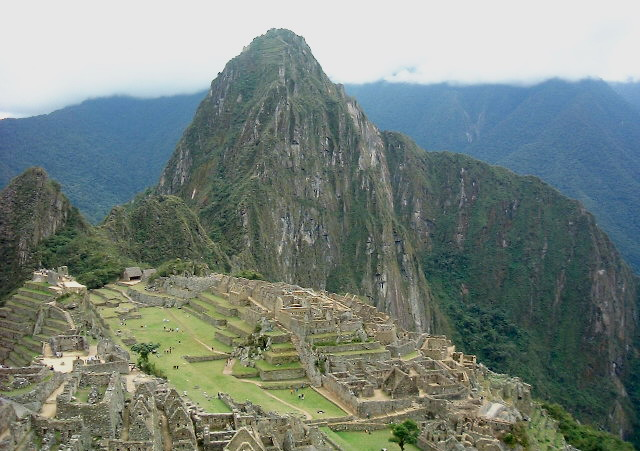
Les ruïnes de Machu Picchu, de la civilització inca

El terme civilització té una gran varietat de significats relacionats amb la societat humana. En la majoria dels casos, se'n fa ús per a referir-se a les societats complexes o avançades: aquelles que practiquen l'agricultura, tenen una divisió del treball significativa, i una densitat de població prou gran per formar ciutats. Alternativament, civilització també pot usar-se per a referir-se a la suma, extensió o avenç de la humanitat i dels assoliments dels humans en qualsevol ordre, o a la cultura d'una comunitat en particular. Finalment, en un sentit més ampli, civilització es pot referir a la societat humana mundial. El terme civilització prové del llatí civis, 'ciutadà' o 'habitant d'un poble', i del seu adjectiu civilis. En aquest sentit, civilitzat significava ser un ciutadà, una persona governada per les lleis del seu poble, ciutat o comunitat.

Els judicis formals i informals de com una societat és civilitzada, generalment es basen en els mètodes i l'abast de l'agricultura, el comerç a llarga distància, especialització ocupacional, una classe governant especial, i l'urbanisme. A part d'aquests elements centrals, una civilització sovint està marcada per qualsevol combinació d'un nombre d'elements secundaris, incloent-hi un desenvolupat sistema de transport, escriptura, estandardització de les mesures, moneda, sistemes legals contractuals i basat en l'art i arquitectura característics, matemàtiques, coneixement científic ampli, metal·lúrgia, estructures polítiques, i una religió organitzada.

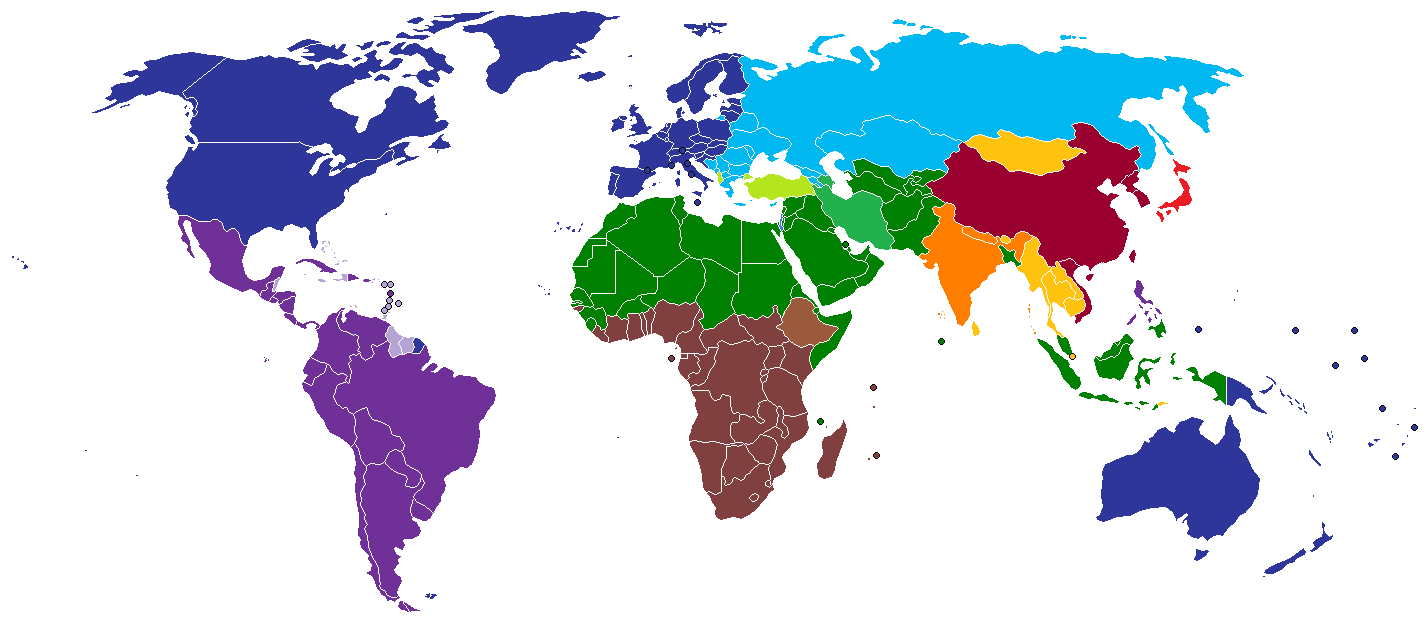
El xoc de civilitzacions d'acord amb Huntington.

## Etimologia
La paraula civilització ve del llatí civilis, que significa 'civil', relacionat amb el llatí civis, que significa 'ciutadà', i civitas, que vol dir 'ciutat' o 'ciutat estat'.
Al segle vi, l'emperador romà d'Orient Justinià I va supervisar la consolidació de les lleis civils romanes. La col·lecció resultant s'anomena Corpus Juris Civilis. Al segle xi, els professors de la Universitat de Bolonya, la primera universitat de l'Europa occidental, va redescobrir el Corpus Juris Civilis, i la seva influència va començar a fer-se sentir a tot Europa. En el 1388, la paraula civil apareix en el significat català "de o en relació amb els ciutadans". En el 1704, civilització es va utilitzar per a referir-se a "una llei que fa que un procés penal sigui un cas civil." Civilització no es va utilitzar en el seu sentit modern per a significar "en cas contrari a barbarisme" —en contrast amb civilitat, és a dir, la cortesia o la virtut civil—, fins a la segona meitat del segle xviii.
D'acord amb Emile Benveniste (1954), l'aparició més primerenca escrita en anglès de civilització en el seu sentit modern pot trobar-se en An Essay on the History of Civil Society d'Adam Ferguson (Edimburg, 1767–p. 2): "No sols l'individu avança des de la infància a l'edat adulta, sinó que la pròpia espècie evoluciona de la mala educació a la civilització." 
Cal assenyalar que aquest ús incorpora el concepte de la superioritat i la maduresa de l'existència de "civilitzat", en contrast amb "rudesa", que s'utilitza per a denotar la tosquedat, com una falta de refinament o "civilitat".
Abans de les investigacions de Benveniste, el New English Dictionary va citar la conversació de James Boswell amb Samuel Johnson sobre la inclusió de civilització  en el diccionari de Johnson:
| « | El dilluns, 23 de març (1772), el vaig trobar ocupat, preparant una quarta edició del seu "Diccionari" de paper... No va voler admetre civilització, però sí civilitat. Amb gran deferència cap a ell pensava que civilització, de civilitzar, era millor en el sentit oposat a barbàrie que civilitat, ja que és millor tenir una paraula diferent per a cada sentit, que una paraula amb dos sentits. | » |

Benveniste va demostrar que es podien trobar aparicions anteriors, cosa que explica la ràpida adopció de la definició de Johnson. En el 1775, el diccionari d'Ast defineix civilització com "l'estat de ser civilitzat; l'acte de la civilització", i el terme va ser utilitzat sovint per Adam Smith en An Inquiry into the Nature and Causes of the Wealth of Nations (1776). Al costat de Smith i Ferguson, John Millar també l'utilitza en el 1771 en les seves Observations concerning the distinction of ranks in society.
La història de la paraula en anglès sembla estar relacionada amb el desenvolupament paral·lel en francès, que pot ser la font originària. La primera aparició de civilització en francès va ser trobada per Benveniste en L'Ami des hommes ou traité de la population de Marquis de Mirabeau (escrit el 1756 però publicat el 1757); la consulta de Benveniste era si la paraula en anglès deriva del francès, o si ambdós van evolucionar de manera independent —una qüestió que requereix més investigació. Segons ell, la paraula civilització, de fet, pot haver estat utilitzada per Ferguson com a molt d'hora el 1759.
A més, Benveniste assenyala que, en contrast amb civilitat, un terme estàtic, civilització transmet una sensació de dinamisme. D'aquesta manera, escriu:
| « | No era només una visió històrica de la societat; també era una interpretació optimista i decididament no teològica de la seva evolució, que es va imposar als que la van proclamar, i fins i tot si alguns d'ells, i en primer lloc Mirabeau, tenen en compte la religió com el primer factor de civilització. | » |

Al pas del segle xviii al xviii 1700 i començaments de 1800, durant la Revolució francesa, i en anglès, civilization es refereix en singular, mai el plural, perquè es refereix al progrés de la humanitat en el seu conjunt. Aquest continua sent el cas en francès. Més recentment, civilitzacions s'utilitza de vegades com a sinònim per al terme més ampli de "cultures", tant en els cercles populars com acadèmics. No obstant això, els conceptes de civilització i cultura no sempre es consideren intercanviables. Per exemple, es pot considerar que una petita tribu nòmada no té una civilització, però sens dubte es considera que tenen una cultura (definida com «les arts, costums, hàbits... creences, valors, comportaments que constitueixen material de forma de vida d'un poble»).
La civilització no sempre és vista com una millora. Una distinció d'importància històrica entre la cultura i la civilització ve dels escrits de Rousseau, i en particular el seu treball en relació amb l'educació, Emili. En aquesta perspectiva, civilització, és més racional i conduïda socialment, no és plenament conforme amb la naturalesa humana, i "la integritat humana només es pot aconseguir amb la recuperació d'aproximació o d'una unitat natural prediscursiva o preracional original" (Vegeu noble salvatge.) D'aquesta noció, un nou enfocament s'ha desenvolupat sobretot a Alemanya, primer amb Johann Gottfried Herder, i posteriorment per filòsofs com Kierkegaard i Nietzsche. Aquests veuen les cultures (plural) com a organismes naturals que no es defineixen per "actes conscients, racionals i deliberatius" sinó més aviat una mena d'"esperit popular" preracional. La civilització, per contra, en relació amb el progrés material, encara que més racional i més reeixida, és vista com a no natural, i condueix als "vicis de la vida social", com l'engany, la hipocresia, l'enveja i l'avarícia. Durant la Segona Guerra Mundial, Leo Strauss, havent fugit d'Alemanya, va sostenir a Nova York que aquest enfocament de la civilització estava darrere del nazisme, el militarisme i el nihilisme alemany. També, anteriorment, el teòric socialista Charles Fourier va utilitzar la paraula civilització en un sentit negatiu i com a tal "el menyspreu de Fourier per als pensadors respectables i les ideologies de la seva edat era tan intens que sempre utilitza els termes filòsof i civilització en un sentit pejoratiu. En el seu lèxic, la civilització era un ordre depravat, un sinònim de perfídia i de restricció... Fins i tot, en el més insignificant atac de Fourier sobre la civilització, hi havia qualitats que no es trobaven en els escrits de qualsevol altre crític social del seu temps."
En el seu llibre The Philosophy of Civilization, Albert Schweitzer va esbossar la idea que hi ha dues opinions de la societat: l'una sobre la civilització purament material i una altra sobre la civilització que pot ser tant ètica com material. Va dir que l'actual crisi mundial va ser, a continuació, el 1923, a causa d'una humanitat que havia perdut la concepció ètica de la civilització. En aquest mateix treball, ell va definir la civilització dient que "és la suma total de tots els progressos realitzats per l'ésser humà en totes les esferes d'acció i des de tots els punts de vista, en la mesura que el progrés cap a l'ajuda espiritual de perfeccionar els individus com el progrés de tot el progrés."

## Característiques d'una civilització

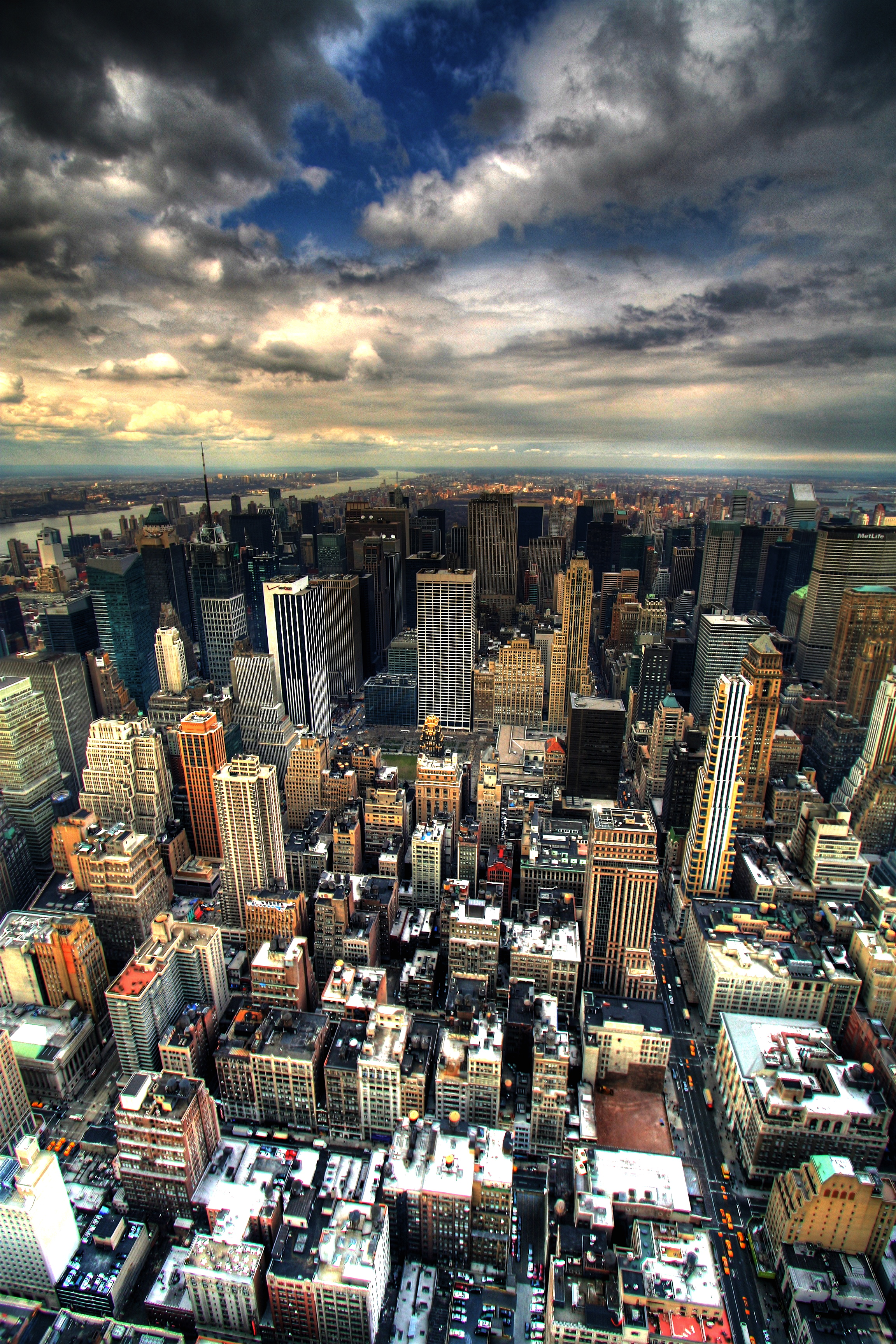
La formació de ciutats és la característica principal de les civilitzacions

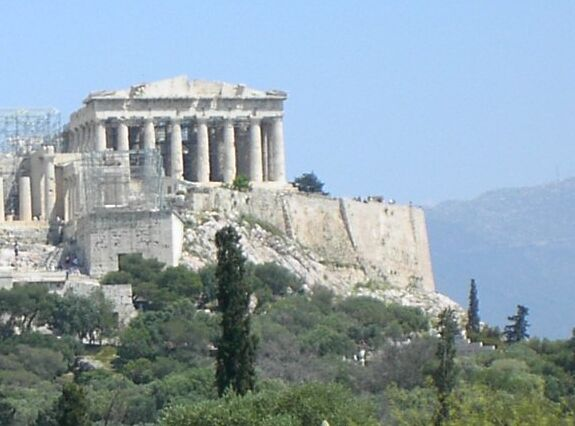
El Partenó d'Atenes, de l'antiga Grècia

La civilització, com a societat complexa, té característiques específiques que la distingeixen d'una societat o cultura simples. Històricament, les civilitzacions han compartit algunes o totes de les característiques següents: 
- Tècniques agrícoles per al conreu intensiu, com per exemple l'ús de la mà d'obra, la rotació de conreus, i la irrigació. Això ha permès que els agricultors produeixin més aliments que no pas els necessaris per a llur subsistència immediata.
- Divisió del treball; una porció significativa de la població que no dedica la major part del seu temps a la producció d'aliments, ans es dediquen a la indústria, la guerra, la ciència o la religió; això és possible gràcies al superàvit alimentari;
- Una forma d'organització social, que pot ser un caciquisme, en què un líder d'una família o clan noble governa el poble; o una societat estat en què la classe governant se sustenta en una burocràcia o forma de govern, i en què el poder es concentra a les ciutats;
- El control institucionalitzat dels aliments de la classe governant, un cos governamental o una burocràcia;
- L'establiment d'institucions socials complexes i formals, com per exemple una religió organitzada, i l'educació, en posició a les tradicions més formals de les societats simples;
- El desenvolupament de les formes complexes de l'intercanvi econòmic, la qual cosa inclou l'expansió del comerç per mitjà del bescanvi o la creació de la moneda i dels mercats.
- L'acumulació de possessions materials;
- El desenvolupament de les arts, sobretot de l'escriptura.

Basant-se en les definicions anteriors, les cultures de l'antiga Grècia són civilitzacions, mentre que moltes de les cultures dels amerindis nord-americans no ho són. No obstant això, aquesta distinció no sempre és prou clara. Al nord-oest dels Estats Units, per exemple, l'abundor de peixos garantia el superàvit alimentari sense el desenvolupament de l'agricultura; els pobles es van assentar permanentment, i s'hi va formar una jerarquia social així com l'acumulació de riquesa i el desenvolupament de les arts. Per contra, la cultura Pueblo del sud-oest nord-americà va desenvolupar l'agricultura avançada, la irrigació i els assentaments permanents comunals, com el de Pueblo de Taos. No obstant això, la cultura Pueblo mai no va desenvolupar les institucions complexes que s'associen a les civilitzacions.
Totes les civilitzacions, com a cultures sedentàries, s'enfronten al problema de l'esgotament dels recursos locals propers als primers assentaments. Les civilitzacions són inherentment expansives i, per a sobreviure, necessiten aconseguir els recursos essencials per a llur supervivència cada vegada més llunys de llur centre. Així, els teòrics dels sistemes mundials, com Immanuel Wallerstein, han proposat que les civilitzacions poden ser dividides geogràficament entre el "centre" o "cor", la "semiperifèria" o "interior", i la "perifèria", i en què el centre obté els recursos base de les altres dues àrees.
Uns científics proposaren mètodes per detectar civilitzacions industrials no humanes anteriors segons els efectes geològics que aquestes tindrien.

## Evolució de les civilitzacions
L'evolució de la majoria de les civilitzacions es pot esquematitzar:
- Totes les civilitzacions comencen amb l'establiment de sistemes de govern pel manteniment de les elits.
- Les civilitzacions reeixides floreixen i creixen de manera accelerada.
- Els mites permetien forjar lligams socials necessaris per la convivencia de la gent en les grans ciutats, constituïa una xarxa de cooperació en massa,la qual va ser de gran importància per l'evolució de les civilitzacions
- Assoleixen un nivell màxim o límit que mantenen por un període.
- La competència entre els estats en una civilització pot produir un intercanvi de poder o que un grup predomini sobre l'altre.
- El domini d'un grup sobre d'altres pot ser indirecte o es pot formalitzar en la creació d'imperis multiètnics.
- Amb el pas del temps, les civilitzacions es col·lapsen o són reemplaçades per altres civilitzacions més grans o més dinàmiques.

Segons Nikolai Kardashev, les civilitzacions futures es classificaran només pel potencial energètic que poden fer servir. Aquest astrofísic elaborà una escala que dividia les civilitzacions en tres graus (corresponen a estadis ficcionals en el grau de desenvolupament present): el primer grau pot aprofitar tota l'energia disponible en un planeta, que si bé és variable va quantificar en 10¹⁶ W; el segon grau podia usar l'energia d'una estrella, fins a arribar als 1026 W, mentre que el tercer grau usa l'energia disponible en una galàxia (1036 W) o en unitats majors.

## Relacions entre civilitzacions
Si s'entén la civilització com a progrés general de l'espècie humana, no es pot parlar de relacions entre si, només de graus de desenvolupament. Sovint, però, una civilització s'assimila a una gran cultura (com per exemple, l'occidental). En aquest sentit, pot haver-hi relacions entre civilitzacions igual que entre els pobles o països.
Samuel Huntington defineix les diverses grans civilitzacions actuals: occidental, islàmica, xinesa, japonesa, hindú, ortodoxa, budista, africana i llatinoamericana, i predica un xoc de civilitzacions per al segle xxi, que suplantaria la guerra tradicional entre estats. Diversos teòrics s'han oposat a aquesta visió apostant pel diàleg intercultural com a camí per a evitar l'enderrocament del mode de vida actual.
Les civilitzacions, en oposar-se a les altres, ressalten uns trets determinats de la seva identitat. Usualment, aquests trets han estat basats en la religió (països islàmics enfront dels cristians, com a l'edat mitjana); ubicació geogràfica (Occident és diferent de les cultures orientals); ètnia (la civilització ameríndia, en bloc, diferent dels occidentals a l'edat moderna) o nació (en sentit ampli).

## Fi de la civilització
Històricament, les civilitzacions s'han succeït, amb èpoques intermèdies d'involució (com els bàrbars), fins al col·lapse societal o fi d'una comunitat concreta o amb l'alternança de poder d'una cultura concreta amb una d'altra. Periòdicament, però, han sorgit prediccions sobre la fi, no d'una civilització, sinó de totes, sigui per l'extinció de la humanitat o per la seva tornada a un estat de semisalvatgisme primitiu. Aquest prediccions s'emmarquen dins l'escatologia de les diferents religions o bé en la ciència-ficció contemporània.
Igualment es considera la fi de la civilització com un escenari de futur possible, causat per:
- l'impacte d'un meteorit gegant
- la mort del Sol
- la destrucció per part d'extraterrestres hostils o robots intel·ligents
- un canvi climàtic massiu
- una pandèmia incontrolada
- una guerra nuclear
- un tsunami o un gran volcà
- esgotament de recursos alimentaris
- accidents científics, com amb l'LHC

## Grans civilitzacions desaparegudes
La perspectiva històrica utilitzada per a classificar, més que un país, una civilització com una unitat, és d'origen relativament recent. A partir de l'edat mitjana, la major part dels historiadors van adoptar un punt de vista religiós o nacional. El punt de vista religiós va prevaler fins al segle xviii entre els historiadors europeus, que consideraven la revelació cristiana com l'esdeveniment històric més important, prenent-lo com a referència per a la seva classificació. Els primers historiadors europeus no van estudiar altres cultures més que com a curiositats o com a àrees potencials d'activitat missionera.
El punt de vista nacional, a diferència del religiós, es va desenvolupar a principis del segle xvi a partir de la filosofia política de l'estadista i historiador italià Nicolau Maquiavel, que sostenia que l'objecte adequat d'estudi històric era l'estat. Tanmateix, els múltiples historiadors que més tard van fer la crònica dels estats nació d'Europa i Amèrica només van estudiar les societats al marge de la cultura europea, per descriure la seva submissió a les potències europees, al seu entendre, més progressistes.
Es llisten a continuació les civilitzacions més rellevants al llarg de la història, segons el continent majoritari d'implantació:
- Àfrica: egípcia, púnica, berber, àrab
- Amèrica: inuit, mesoamericana, ameríndia
- Àsia: mesopotàmica, llevantina, persa, xinesa, japonesa, sud-asiàtica
- Europa: grega, romana, germànica, romana d'Orient
- Oceania: melanèsia, polinèsia

| Civilització | Estats |
| Sumèria- Caldea- Semita                                                                                                 | Sumer, Babilònia, Assíria, Fenícia, Regne d'Israel. |
| Egípcia | Antic Egipte |
| Vall de l'Indus | Harappa |
| Minoica- Micènica- Hel·lènica                                                                                           | Civilització minoica (Thera, Creta); civilització micènica (Micenes, Tirint); antiga Grècia (polis gregues), Imperi d'Alexandre el Gran i regnes hel·lenístics (Egipte ptolemaic, Pèrgam, Síria, Regne de Macedònia, etc.) |
| Carpatodanubiana | Dàcia, Tràcia |
| Hitita | Hitites |
| Xina | Imperi Xinés, successió de cicles dinàstics que finalitzà amb la dinastia Ming i la dinastia Qing i des del segle xx, la República de la Xina i la República Popular de la Xina                                            |
| Hindú | Imperi maurya, Gupta |
| Austronèssia | Txampa |
| Celta | Europa danubiana, mediterrània, Anatòlia, Illes britàniques |
| Persa | Imperi Persa |
| Romana | Antiga Roma, Imperi Romà |
| Cambodjana | Imperi Khmer |
| Civilització àrab - civilització islàmica                                                                               | Islam, Califat omeia, Califat Abbàssida, Al Andalus, Imperi Otomà. En l'actualitat, món àrab, Turquia, Iran, Pakistan, Indonèsia, Àsia central…                                                                            |
| Mesoamericana | Olmeca, tolteca, asteca, antics maies |
| Civilitzacions andines                                                                                                  | Imperi Inca, cultura del Nazca, cultura wari, tiahuanaco, aimara, Chimor, cultura chavín |
| Japonesa | Història del Japó, Shogunat Tokugawa i era Meiji (convergeix amb Occident) |
| Africana | Imperi Kanem-Bornu, Benín, Ashanti, Zulú |
| Mongol | Imperi Mongol |
| Occidental (edat mitjana), en formació des de l'antiguitat per fusió d'elements grecoromans, germànics i judeocristians | Imperi Romà d'Orient, pobles germànics, Imperi carolingi, papat, monarquies feudals, monarquies autoritàries |
| Magiar (conflueix amb Occident)                                                                                         | Magiars |
| Vikings (conflueix amb Occident)                                                                                        | Vikings |
| Eslava (conflueix amb Occident)                                                                                         | Pobles eslaus, Imperi búlgar, Regne de Polònia, República de les Dues Nacions, història de Sèrbia, història de Rússia, Imperi Rus, URSS, Federació russa                                                                   |
| Occidental (edat moderna)                                                                                               | Imperi portuguès, Imperi Espanyol, Imperi colonial francès, Imperi britànic, monarquia absoluta |
| Occidental (edat contemporània)                                                                                         | Revolució Francesa, unificació alemanya, unificació italiana |
| Occidental (des de mitjan segle xx)                                                                                     | Estats Units, Unió Europea, globalització |

## Història
- La gran mesquita de Kairuan (Kairuan, Tunísia), també anomenada mesquita d'Uqba, és la mesquita més antiga de l'Àfrica del Nord i un dels monuments més importants de la civilització islàmica[14][15]
- La ciutat de Mohenjo-daro, construït al voltant de 2600 aC per la civilització de la vall de l'Indus, que abasta Pakistan, Índia i Afganistan, és una de les primeres ciutats del món.
- L'Acròpolis, influint directament en l'arquitectura i l'enginyeria de les civilitzacions occidentals, islàmiques, i orientals fins al dia d'avui, 2.400 anys després de la construcció
- El Fòrum romà, el centre polític, econòmic, cultural i religiós de la civilització de l'antiga Roma, durant la República i posteriorment l'Imperi, encara són visibles les seves ruïnes avui en la Roma actual
- La Gran Muralla xinesa